# Stazione di EUR Magliana
Stazione di EUR Magliana vasútállomás Olaszországban, Róma településen.

## Vasútvonalak
Az állomást az alábbi vasútvonalak érintik:
- Róma–Lido-vasútvonal
- Line B

## Kapcsolódó állomások
A vasútállomáshoz az alábbi állomások vannak a legközelebb:
- EUR Palasport (Laurentina, Line B)
- Marconi (Jonio, Rebibbia, Line B)
- Basilica San Paolo (Stazione di Roma Porta San Paolo, Róma–Lido-vasútvonal)
- Stazione di Tor di Valle (Stazione di Cristoforo Colombo, Róma–Lido-vasútvonal)